# Joan Procopi de Bassecourt i de Bryas

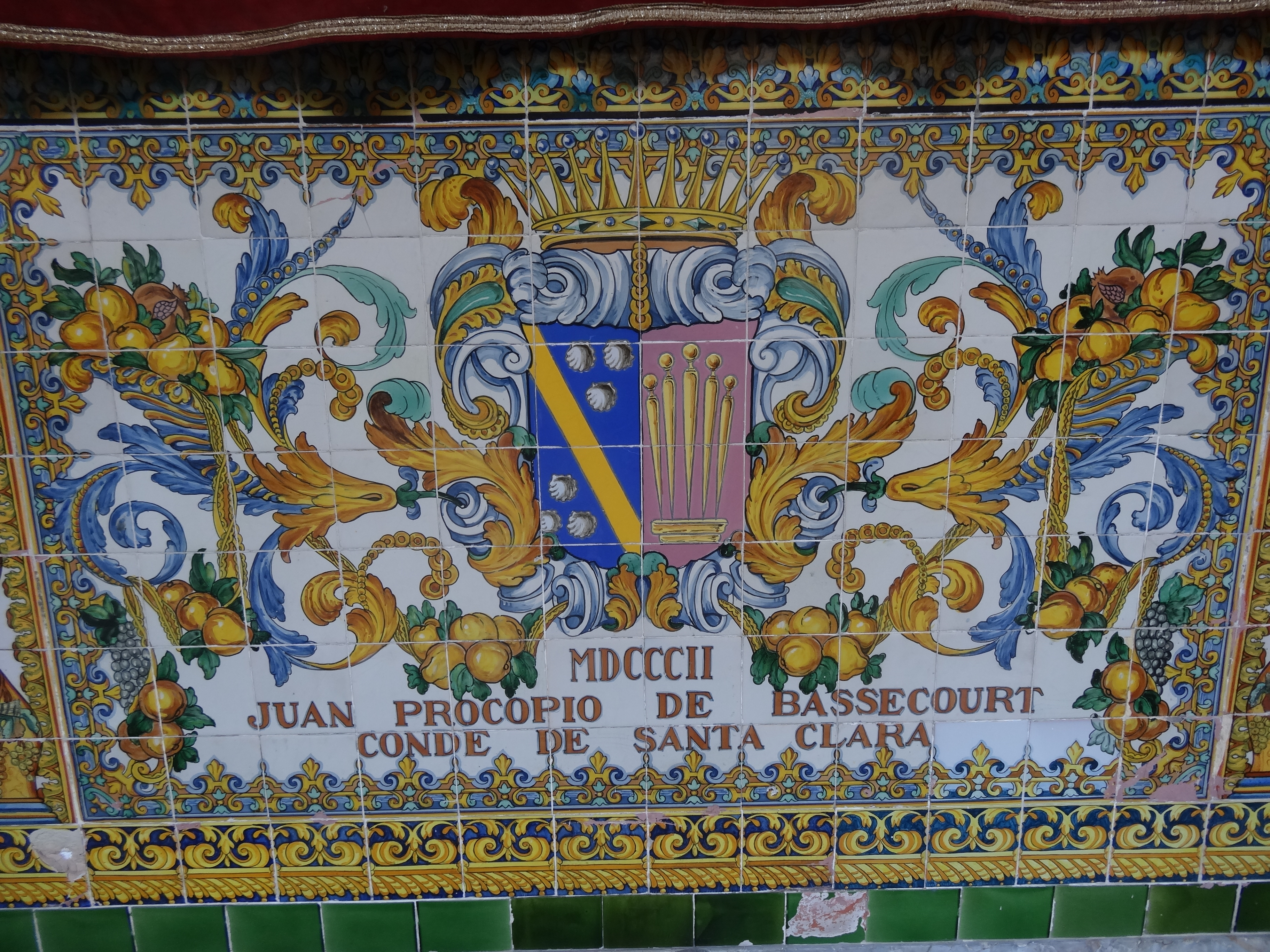
Escut d'armes de Joan Procopi de Bassecourt al claustre de la Capitania General de Barcelona.

Joan Procopi de Bassecourt i de Bryas (Barcelona, 1740 — Barcelona, 1820) fou un militar barceloní originari dels Països Baixos austríacs.
Era fill del militar Procopi Francesc de Bassecourt i de Thieulane, primer comte de Santa Clara i baró de Maials. Heretà aquests títols del seu pare. Serví al cos de guàrdies de valons i, el 1795, fou nomenat governador de Lleida, i, posteriorment, governador de la Louisiana i de la Florida. Es traslladà a Cuba, d'on fou capità general entre 1796 i 1799, i hi la bateria de Santa Clara i inicià la colonització de l'illa de Pinos. Entre 1802 i 1808 fou capità general de Catalunya.